# Pina Picierno
Pina Picierno (nacida en Santa Maria Capua Vetere el 10 de mayo de 1981) es una política italiana, miembro del Partido Democrático de Italia.
Desde de 2014 es diputado del Parlamento europeo por Italia.

## Condecoraciones
- Caballero de la orden al Mérito de la República Italiana